# Грустно умирать
«Грустно умирать», или «Мрачнее тучи» (фр. Triste à mourir) — короткометражный фильм режиссёра Александра Биллона с Одри Тоту в главной роли.

## Сюжет
Девушка Каро (персонаж Одри Тоту) разыскивает свою подругу Нат. Однако окружающие люди заняты своими делами и не стремятся ей помочь — престарелая женщина из окна грубо обругала за излишний шум, вызванный Каро. Люди в кафе увлечены игрой и слушанием музыки, а свободные — погружены в себя.
Выйдя из кафе, Каро вновь бредёт по дороге, и к ним с другой девушкой подъезжают мотоциклисты. Героиня вновь задаёт волнующий её вопрос, и те отвечают, что знакомы с такой и предлагают подвезти. Каро соглашается, и они уезжают, оставляя девушку-попутчицу в недоумении.
Далее сюжет сменяется кастингом актёров, в котором участвует Каро. После непродолжительных проб помощник режиссёра выпроваживает её, говоря, что она не подходит из-за типа внешности. После этого режиссёр долгое время спорят с коллегой о том, что они уже перепробовали много актрис, и всё никак не могут сойтись во мнении относительно требований к ним.
Далее сцена вновь сменяется Каро, продолжающей искать свою подругу. В этот раз ей сопутствует удача — на вопрос незнакомца, чего она ищет, Каро называет имя и тот сразу подзывает к ним Нат. Обе девушки рады встрече и обнимаются.

## В ролях
- Одри Тоту — Каро
- Марина Фоис — Ноёми
- Люси Жан — Нат
- Жюли Дюран — оформитель-стажёр